# 陳叔頤
陳叔頤（1504年—1563年），字子貞，號南河、玉山，陝西西安府涇陽縣人，軍籍，明朝政治人物。

## 生平
嘉靖十年（1531年）辛卯科陝西鄉試第二十九名舉人，十一年（1532年）中式壬辰科會試第五十名，二甲第三十一名進士。通政司觀政，授戶部廣西司主事，升員外郎、郎中，十九年（1540年）七月升光祿寺少卿，二十二年（1543年）正月於玄極寶殿（今欽安殿）行祈穀禮時陪祀不至，謫河南陳州同知，遷辰州府同知，十二月罷職為民，四十二年（1563年）卒。

## 家族
曾祖陳椿；祖父陳滿，壽官；父陳璽，縣主簿。前母張氏；母張氏。永感下。兄陳叔周，弟陳叔善、陳叔美。